# Lonchocarpus roseus
Lonchocarpus roseus är en ärtväxtart som först beskrevs av Philip Miller, och fick sitt nu gällande namn av Dc. Lonchocarpus roseus ingår i släktet Lonchocarpus och familjen ärtväxter. Inga underarter finns listade i Catalogue of Life.